# Roger Cross
Roger Cross ou Roger R. Cross (né le 19 octobre 1969 à Christiana, Jamaïque) est un acteur canadien notamment connu pour son rôle de l'agent Curtis Manning dans la série télévisée 24 heures chrono.

## Biographie
Roger Cross grandit en Jamaïque jusqu'à l'âge de 11 ans, puis il s'installe à Vancouver, au Canada, avec ses parents, ses deux frères et ses deux sœurs. Sa compagne se dénomme Joséphine Jacob, et est allemande. Ils ont un fils.

## Filmographie

### Au cinéma
- 1995 : Gold Diggers: The Secret of Bear Mountain de Kevin James Dobson
- 2002 : Appel au meurtre (Liberty Stands Still) : Officer Miller
- 2004 : Les Chroniques de Riddick, de David Twohy : Toal
- 2008 : Mad Money de Callie Khouri : Barry
- 2008 : Le Jour où la Terre s'arrêta de Scott Derrickson : le général Quinn
- 2017 : Justice League Dark de Jay Oliva : Swamp Thing et Green Lantern/John Stewart

### À la télévision
- 1993, 1994, 1995 et 1998 : X-Files
  - Saison 1, épisode 16 : Un soldat
  - Saison 2, épisode 15 : Le soldat Kittel
  - Saison 3, épisode Autosuggestion : Un commandant des forces spéciales
  - Saison 5, épisode Folie à deux : l'agent Rice
- 1995 : L'Homme qui refusait de mourir
- 1995 : Sliders saison 1, épisode 2 : Chef de la Résistance
- 1996 : Highlander saison 5, épisode 8 : Derek Worth
- 1997 : Stargate SG-1 saison 1, épisode 5 : Lt. Connor
- 1998-2000 : First Wave : Joshua/Cain
- 1998 : Stargate SG-1 saison 2, épisode 13 : Cpt. Connor
- 1999 : Au-delà du réel : L'aventure continue : Lt. Lockhart (Saison 5, épisode 4)
- 2000 : Le Secret du vol 353 (Sole Survivor) : Dr. Smithie
- 2002 : En quête de justice (Just Cause) : C.J. Leon
- 2002 : Sydney Fox, l'aventurière : Masters
- 2005 : les 4400 saison 2, épisode 11 : Major Stephen Culp
- 2005-2007 : 24 heures chrono (24) : Curtis Manning
- 2009 : The L word 6 épisodes de la saison 6 : Sunset Boulevard/Sonny Benson
- 2009 : La Couleur de l'amour : Ty
- 2009 : Fringe (série télévisée) : Smith
- 2009 : À l'aube du dernier jour (Polar Storm) : Président
- 2010 : Chuck
- 2012 : 23 ans d'absence (Abducted: The Carlina White Story) : Carm
- 2012-2013 : Arrow : Détective Lucas Hilton
- 2012-2015 : Continuum : Travis
- 2013 : Tasmanian Devils : Simon
- 2014 : Orphan Black : Carlton
- 2014 : The Strain : M. Fitzwilliams
- 2015-2017 : Dark Matter : Six/Griffin Jones
- 2018 : The Magicians : Amiral Lacker
- 2020 : New York, unité spéciale (saison 21, épisode 18) : révérend Delman Chase

### Jeux vidéo
- 2010 : Fallout New Vegas - Lonesome Road :  Ulysses